# Athous guadalupensis
Athous guadalupensis là một loài bọ cánh cứng trong họ Elateridae. Loài này được Platia miêu tả khoa học năm 2006.